# 東洋議政会
東洋議政会（とうようぎせいかい）は、慶應義塾（現・慶應義塾大学）の出身者によって結成された明治時代前期の政治結社。「三田派（みたは）」とも呼ばれた。

## 概要
慶應義塾内では早くから演説を導入し、三田演説会などの政談演説会が頻繁に開催されていたが、主に「政談演説討論会」（馬場辰猪・西村玄道・犬養毅・波多野承五郎・大石正巳・奥宮健之・竹内正志ら）と「政談演説会」（小幡篤次郎・鎌田栄吉・藤田茂吉ら）の2派に分かれており、前者が急進的で、後者は穏健派であった。更に、馬場辰猪は田口卯吉・末広鉄腸と共により急進的な「国友会」を結成していた。
この穏健派2派が「明治政談演説会」を結成し、これがやがて「経世社」、「豈好同盟」を経て6結社が合併し、矢野文雄の呼びかけで郵便報知新聞社の社員を引き入れ（当時まだ『時事新報』は発刊されていなかった）、東洋議政会へと発展した。発足社員となったのは、吉田憙六、箕浦勝人・尾崎行雄・藤田茂吉・犬養毅・波多野承五郎・加藤政之助・阪元盛得・竹村良貞・高橋間治・井上寛一・松岡直忠・野田精一郎・枝元長辰・矢野可宗・奥田直之助・本山彦一・松岡直忠・大江考之・小栗貞雄・桐原捨三・江木高遠らで、明治15年（1882年）2月12日に、明治十四年の政変で下野した「嚶鳴社」・「鷗渡会」の同人と協議し、立憲改進党の結成に参加した。2院制・立憲君主制を標榜し、英国流の漸進的な改革を指向した。
のちに、伊東専三・中沢文治・角田真平・高梨哲四郎・田淵昇・木村福次郎・岡敬孝・河野敏鎌らが協力した。しかし、朝鮮における壬午軍乱に際し、三田派といわれる慶應義塾系の東洋議政会の機関紙的な存在であった『時事新報』の強硬論と、嚶鳴社（沼間守一・島田三郎）系の『東京横浜毎日新聞』の慎重論が対立し、立憲改進党内が分裂。これらに伴って「支社ヲ置キ、若クハ他ノ社ト連結通信スルコトヲ得ス」（改正集会条例第八条）に基づき解散した。